# San Antonio Stock Show & Rodeo
Il San Antonio Stock Show & Rodeo è un grande evento di esposizione di animali (Livestock Show) e rodeo situato in San Antonio,  capoluogo della Contea di Bexar, stato del Texas, Stati Uniti d'America. 
Anche altre città organizzano simili eventi: la State Fair of Texas (Dallas), il Mesquite Championship Rodeo e il Southwestern Exposition and Livestock Show.

## Storia
La fiera annuale iniziò nel 1950, si svolge a febbraio e dura circa due settimane, venne ospitata sino al 2003 dal Freeman Coliseum, per poi spostarsi all'AT&T Center.